# Josep Garriga-Nogués i Garriga-Nogués
Josep Garriga-Nogués i Garriga-Nogués II marquès de Cabanes (Barcelona, 1902 - id., 3 de desembre de 1985), fou un banquer català, fundador i president del Banc Garriga Nogués. Va tenir també un destacat paper al món del tennis, primer com a jugador i posteriorment com el president més longeu de la història de la Reial Federació Espanyola de Tennis, amb 32 anys (1938-1970) en el càrrec.

## Biografia
El seu pare era Josep Garriga-Nogués i Roig, I marquès de Cabanes (1877-1935), membre d'una important família de comerciants i banquers barcelonins d'origen saragossà. Al costat del seu cosí, Rupert Garriga-Nogués i Miranda (1854-1928), havia fundat el 1901 la banca Nogués Sobrinos, S. en C., de què fou gerent.
Josep Garriga-Nogués i Garriga-Nogués va néixer fruit del matrimoni del seu pare amb Pilar Garriga-Nogués i Coll, filla del seu cosí i soci. Després de la mort del seu pare, el 1935, va heretar el marquesat, alhora que es va posar al capdavant del negoci financer familiar, al que va transformar de banc de valors en banc comercial. Va ser el 1947 quan la societat en comandita Garriga Nogués Sobrinos va donar pas a la societat anònima Banc Garriga Nogués, amb Josep Garriga-Nogués i Garriga-Nogués ocupant els càrrecs de president del consell d'administració i de director general. Com el seu pare, fou també president del banc Sindicat de Banquers de Barcelona, S.A. (1943-1951) i membre del consell d'administració de la Societat General d'Aigües de Barcelona.
El 1952 el Banc Espanyol de Crèdit (Banesto) va adquirir el Banc Garriga Nogués, encara que l'entitat va conservar independència de gestió, per la qual cosa Josep Garriga-Nogués es va mantenir en la presidència fins a la seva mort, el 1985.

### Com a tennista i dirigent esportiu
Garriga-Nogués va heretar l'afició pel tennis del seu pare, qui havia arribat a presidir la federació catalana d'aquest esport de 1916 a 1920. Va començar a jugar a tennis durant les seves estades a Anglaterra i França, per motius d'estudis. Fou membre del Club Lawn-Tenis Turó i va arribar a formar part de l'equip espanyol de Copa Davis en 1933, en una eliminatòria davant el Regne Unit disputada a Barcelona, encara que finalment no va participar en cap dels partits puntuables i únicament va jugar un partit d'exhibició, que va perdre enfront del britànic Harry Lee.
Una vegada retirat de les pistes, va ser capità de l'equip espanyol de Copa Davis el 1961 i de l'equip de Copa Galea entre 1950 i 1964. La seva trajectòria com a dirigent esportiu es va iniciar en el Real Club de Tennis Turó. Posteriorment va presidir la Federació Catalana de Tennis (1935-1939) i la Reial Federació Espanyola de Tennis (RFET) durant 32 anys (1938-1970), el mandat més llarg de la història. Després de deixar el càrrec, va ser nomenat president d'honor de la RFET i va rebre la medalla al Mèrit Esportiu.